# シクロホスファミド
シクロホスファミド（英語: Cyclophosphamide、略称:CPA）は、アルキル化剤に分類される抗悪性腫瘍剤（抗がん剤）、免疫抑制剤である。製造販売元は塩野義製薬で、商品名はエンドキサン (Endoxan)。
初の抗がん剤ナイトロジェンマスタードの誘導体としてドイツ（現・バクスター社）で開発され、同じく日本で開発されたナイトロジェンマスタード誘導体・ナイトロミンに代わって広く用いられることになった。プロドラッグであり、肝臓で代謝され、活性を持つようになる。
水やエタノールに可溶のアルキル化剤で、DNA合成を阻害する。また、抗体産生中のBリンパ球の増殖を妨げるので、免疫抑制作用があり、臓器移植時の拒絶反応を抑える免疫抑制剤として使われるほか、膠原病（全身性エリテマトーデス、血管炎症候群、多発血管炎性肉芽腫症など）の治療の際のエンドキサンパルス療法などで使用することもある。
世界保健機関 (WHO) の下部組織によるIARC発がん性リスク一覧のグループ1に属する。ヒトに対する発癌性の十分な証拠がある。

## 効能・効果
1. 下記疾患の自覚的ならびに他覚的症状の緩解。
  - 多発性骨髄腫、悪性リンパ腫（ホジキン病、リンパ肉腫、細網肉腫）、肺癌、乳癌、急性白血病、真性多血症、子宮頸癌、子宮体癌、卵巣癌、神経腫瘍（神経芽腫、網膜芽腫）、骨腫瘍
  - 下記の疾患については，他の抗悪性腫瘍剤と併用すること。
    - 慢性リンパ性白血病、慢性骨髄性白血病、咽頭癌、胃癌、膵癌、肝癌、結腸癌、睾丸腫瘍、絨毛性疾患（絨毛癌、破壊胞状奇胎、胞状奇胎）、横紋筋肉腫、悪性黒色腫
2. 以下の悪性腫瘍に対する他の抗悪性腫瘍剤との併用療法。 
  - 乳癌（手術可能例における術前、あるいは術後化学療法）
3. 下記疾患における造血幹細胞移植の前治療。 
  - 急性白血病、慢性骨髄性白血病、骨髄異形成症候群、重症再生不良性貧血、悪性リンパ腫、遺伝性疾患（免疫不全、先天性代謝障害および先天性血液疾患 : ファンコーニ貧血、ウィスコット・オルドリッチ (Wiskott-Aldrich) 症候群、ハンター (Hunter) 病など）
4. 治療抵抗性の下記リウマチ性疾患
  - 全身性エリテマトーデス，全身性血管炎（顕微鏡的多発血管炎、多発血管炎性肉芽腫症、結節性多発動脈炎、好酸球性多発血管炎性肉芽腫症、大動脈炎症候群など）、多発性筋炎／皮膚筋炎、強皮症、混合性結合組織病、および血管炎を伴う難治性リウマチ性疾患 - 2010年（平成22年）8月より公知申請によって健康保険適応となった[1]:1番。
5. ネフローゼ症候群 - 2011年（平成23年）9月より適応となった[1]:19番。
6. 褐色細胞腫 - 2013年（平成25年）3月25日より公知申請によって薬事承認された[1]:61番。
7. HLA半合致移植を受ける患者の移植片対宿主病 (GVHD) の抑制[2]

## 重大な副作用
ショック、アナフィラキシー様症状、骨髄抑制、出血性膀胱炎、排尿障害、イレウス、胃腸出血、間質性肺炎、肺線維症、心筋障害、心不全、抗利尿ホルモン不適合分泌症候群 (SIADH)、皮膚粘膜眼症候群（Stevens-Johnson症候群、SJS）、中毒性表皮壊死症（Lyell症候群、TEN）、肝機能障害、黄疸、急性腎不全、横紋筋融解症。

## 製剤の調製および投与患者の体液等の取り扱い
シクロフォスファミドには揮発性があることが知られている。製剤の調製に際しては無菌ドラフトで実施するのはもちろんのこと、手袋も二重に着用することが強く推奨される。また調剤担当者だけでなく看護担当者も皮膚への付着による曝露、揮発した製剤成分の吸入防止のため防護具・防護衣の着用が必要である。
シクロフォスファミドに限らず、がんの化学療法を実施中の患者の体液や排泄物にも抗がん剤そのものやその代謝物質が含まれるため、それらの取り扱いにも同様の注意が必要である。